# Castro Marim
Castro Marim (portugisiskt uttal: [ˈkaʃtɾu mɐˈɾĩ]
 ( lyssna)) är en småstad (portugisiska: vila) och kommun i sydöstra delen av regionen Algarve i södra Portugal. Kommunen ligger på högra banken av floden Guadiana som utgör gränsen mot Spanien.
Staden är huvudort i kommunen med samma namn. Den ligger 4 km nordväst om Vila Real de Santo António.
Kommunen har 6 747 invånare (2020) och en yta på 301,00 km². Den hör administrativt till distriktet Faro och statistiskt till regionen Algarve samt till dess motsvarande kommunalförbund (Comunidade Intermunicipal do Algarve; AMAL).

## Freguesias
Castro Marim består av fyra freguesias (kommundelar):
- Altura
- Azinhal
- Castro Marim
- Odeleite

## Ortnamnet
Ortnamnet Castro Marim härstammar från latinets Castrum Marini (”Marinos fästning”).

## Ekonomi
Traditionellt har traktens ekonomi byggt på jordbruk. Mer än hälften av kommunen är odlad jord där bönderna odlar frukter, foderväxter och olivträd.                                                                                                                                    På gårdarna uppföds hönor, får och getter. Skogsarealen är obetydlig.

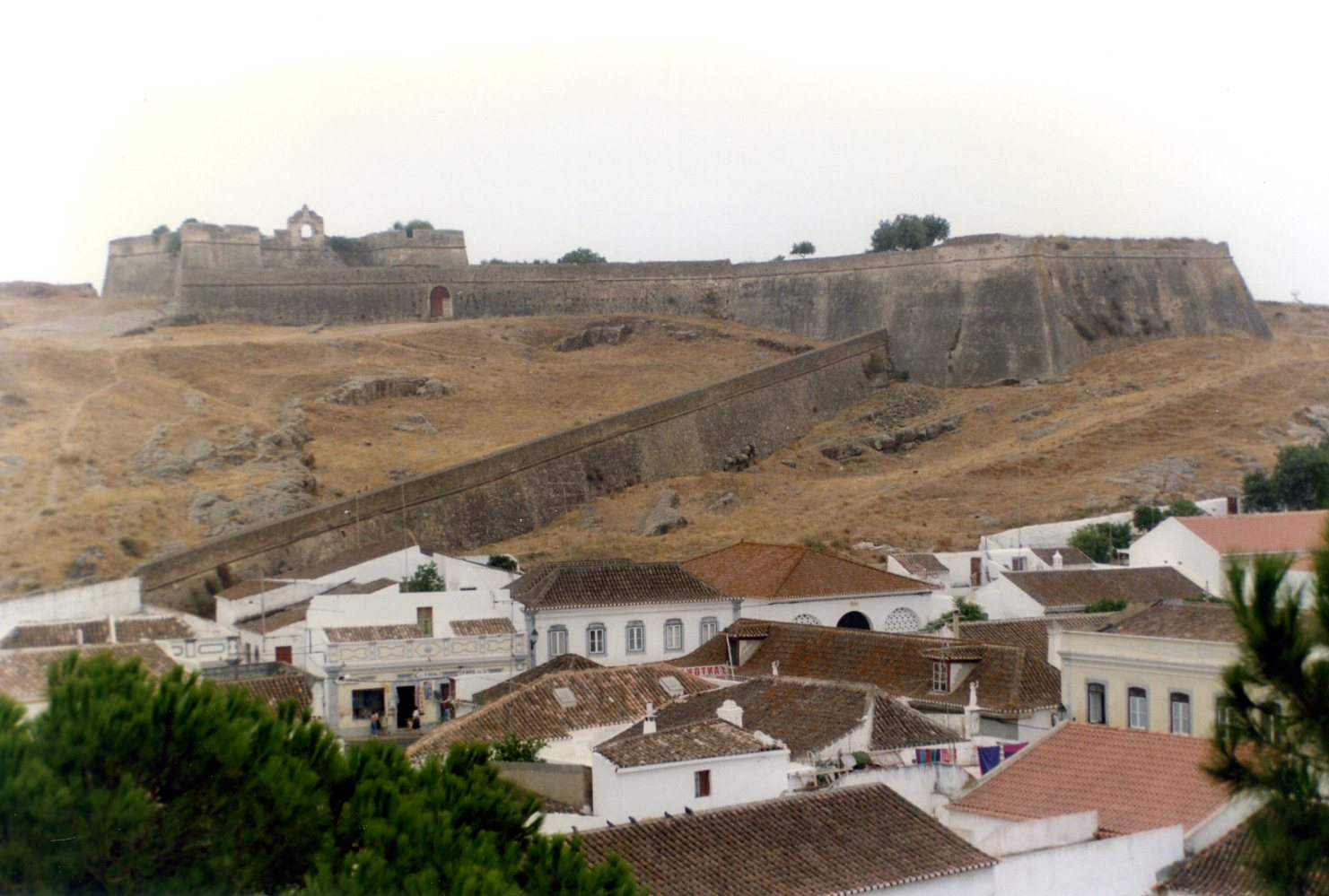
Fästningen Castelo de Castro Marim
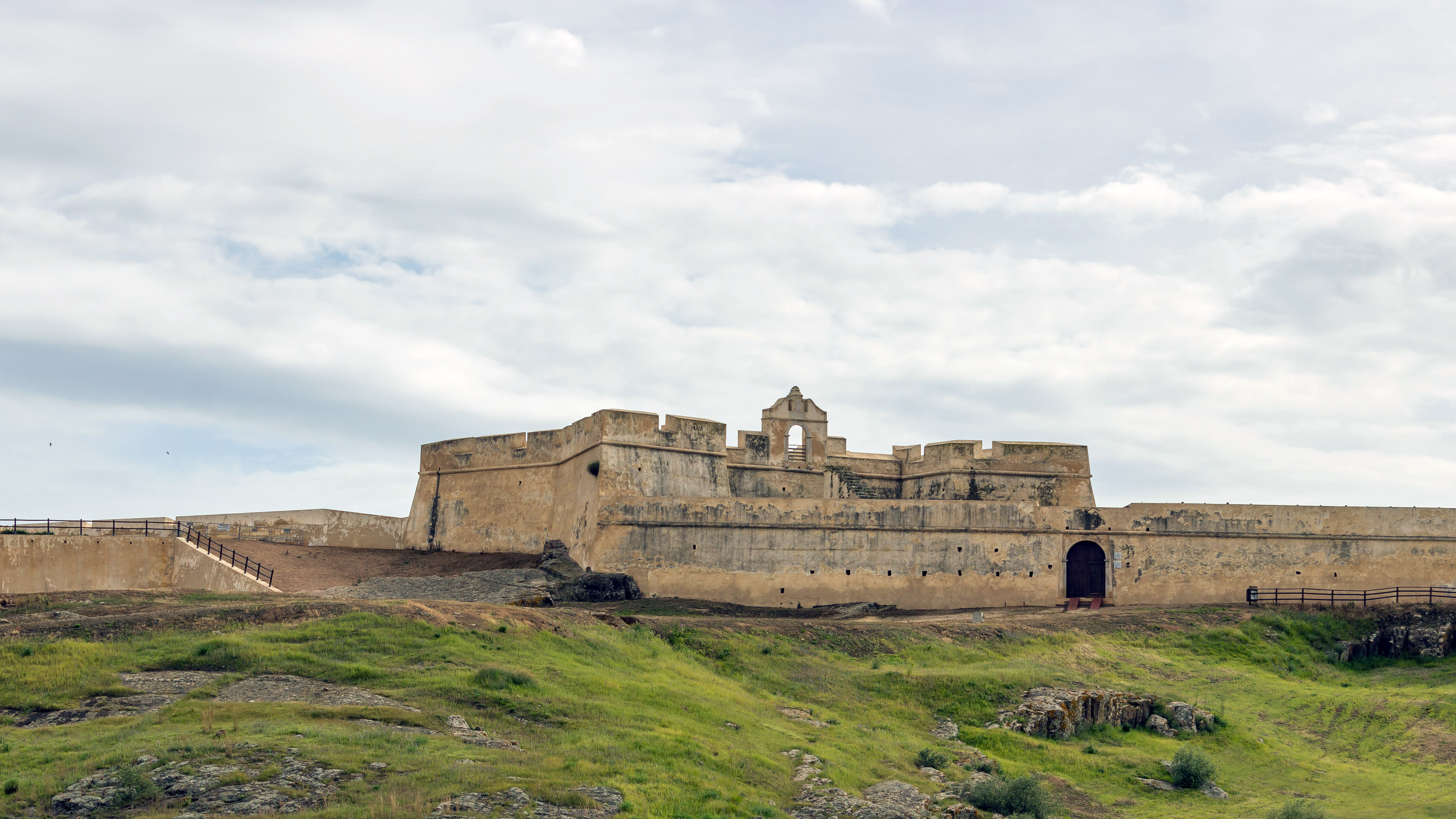
Fästningen Forte de São Sebastião
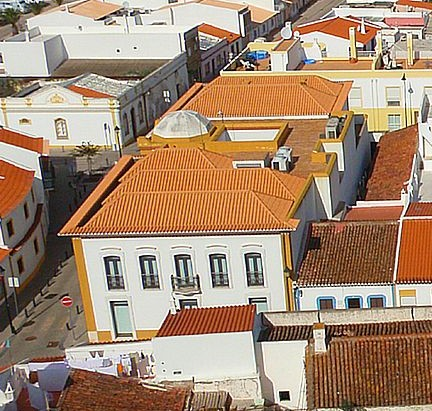
Folkbiblioteket
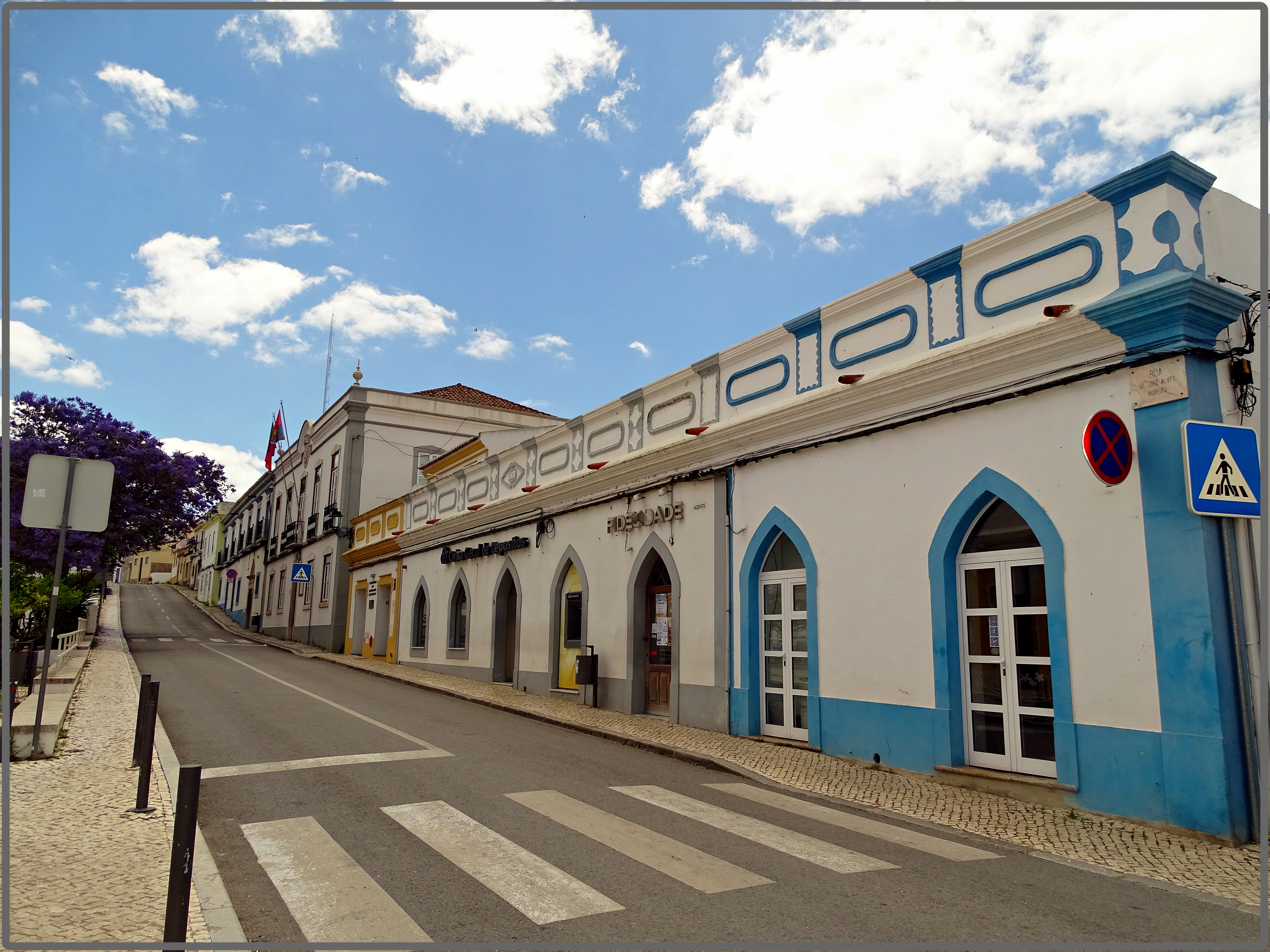
Gatubild
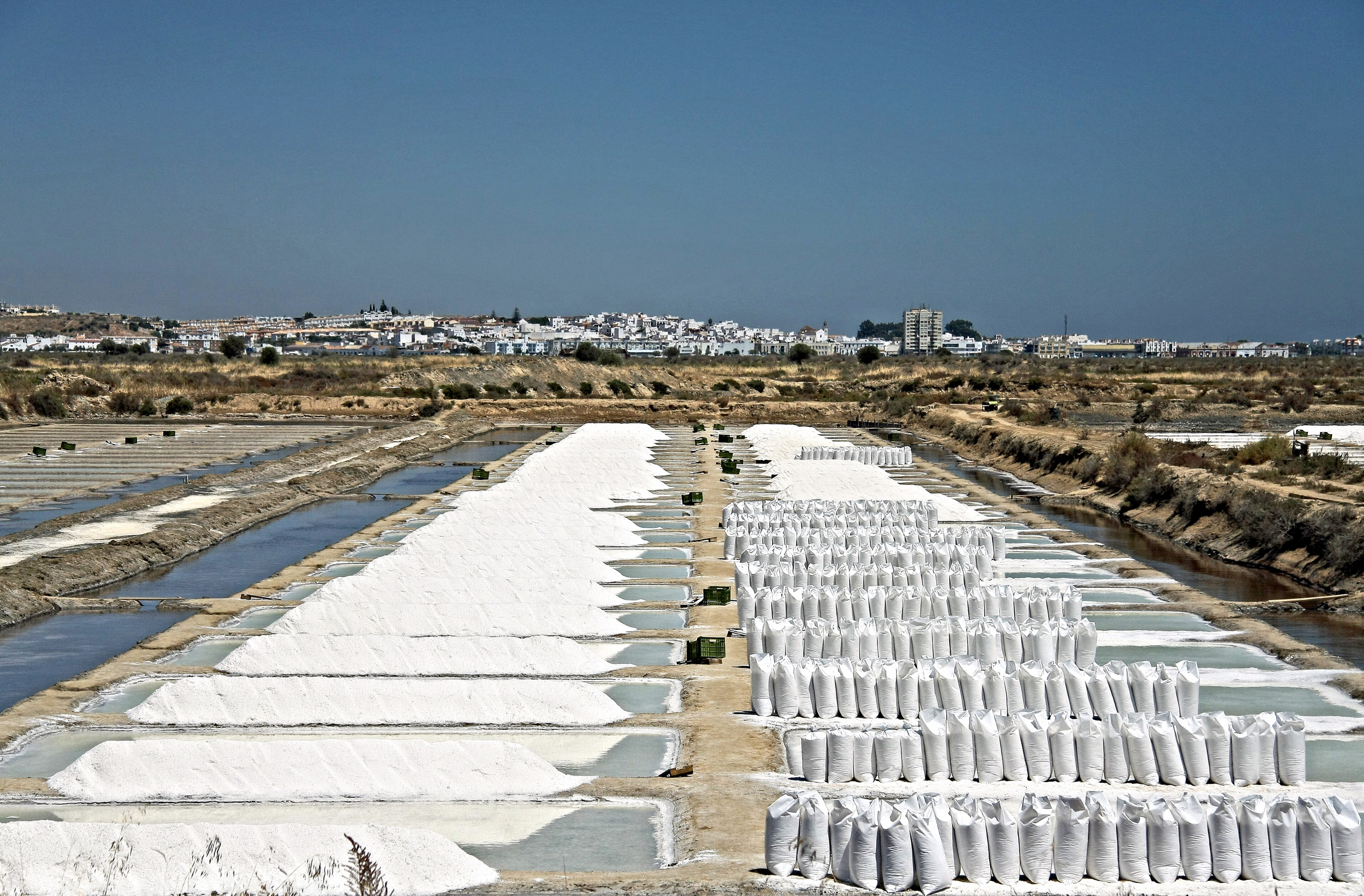
Saltutvinning
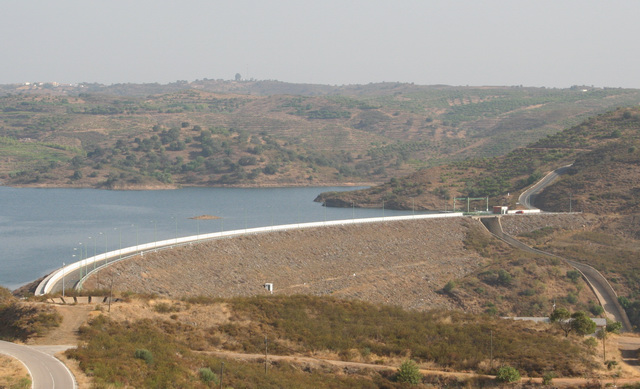
Damm vid Beliche